# Mini Izrael

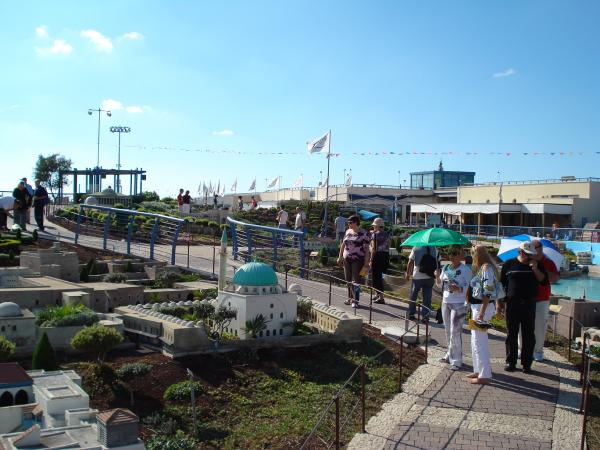
Miniaturowa replika meczetu al-Dżazzara w Akce

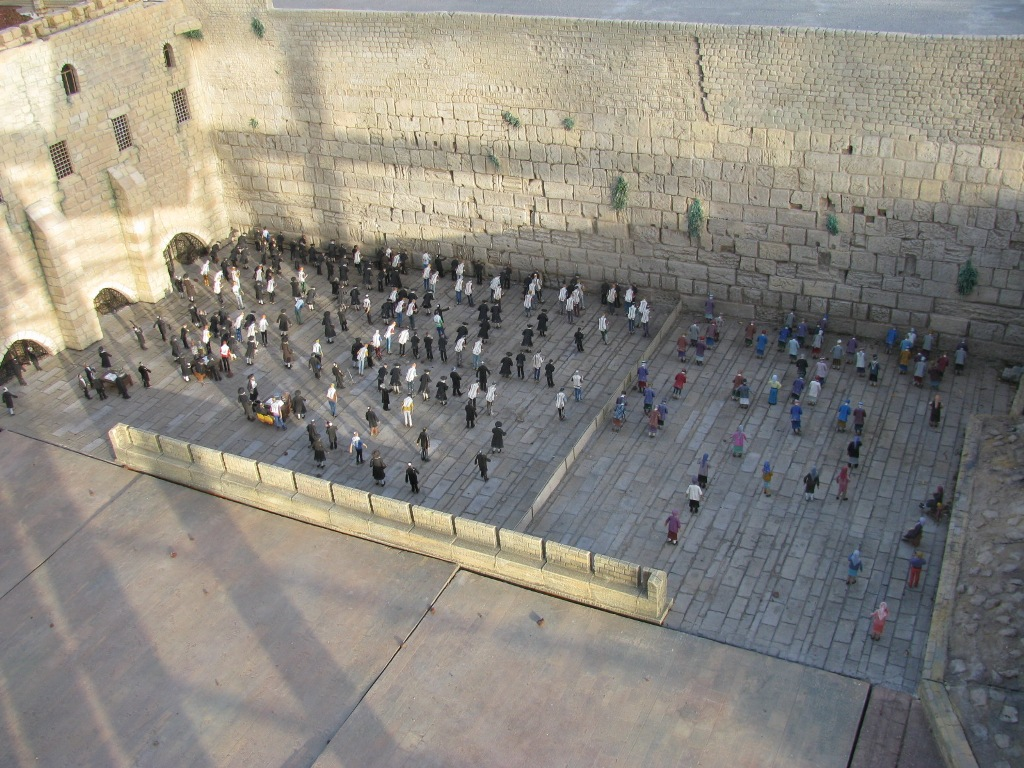
Makieta Ściany Płaczu w Jerozolimie

Mini Izrael (hebr. מיני ישראל) – park miniatur znajdujący się niedaleko Latrun, w dolinie Ajalon w Izraelu. Park otwarty został w listopadzie 2002 r. Atrakcją turystyczną parku są miniaturowe repliki budynków i zabytków Izraela, z których większość jest w skali 1:25. W parku znajduje się 385 modeli budowli oraz zabytków małej architektury z Izraela.

## Modele
W parku znajdują się modele budynków, zwierząt, drzew, samochodów, helikopterów, samolotów, statków oraz ciężarówek. Park podzielony jest na 6 części, które reprezentują największe miasta i terytoria Izraela: Jerozolimę, Tel Awiw-Jafa, Hajfę, obszar pustyni Negew oraz Dystrykt Centralny (Izrael).
Większość modeli wykonano w skali 1:25.

## Położenie
Park znajduje się w połowie drogi pomiędzy Tel Awiwem i Jerozolimą w odległości 30 minut od każdego z tych miast. Park położony jest 15 minut drogi od międzynarodowego portu lotniczego Ben-Guriona.